# Alexei Filippowitsch Komarow
Alexei Filippowitsch Komarow (russisch Алексей Филиппович Комаров; * 10. Dezember 1921 in Moskau; † 10. Mai 2013 ebenda) war ein russischer Ruderer und Rudertrainer, der für die Sowjetunion antrat. Sein größter sportlicher Erfolg war der Gewinn der Silbermedaille im Achter bei den Olympischen Spielen 1952.

## Karriere
Komarow startete für Krylja Sowetow in Moskau. Er gewann zwischen 1946 und 1956 elf sowjetische Meistertitel, davon sieben im Achter.
Bei den Olympischen Spielen 1952 gewann der sowjetische Achter den dritten Vorlauf und belegte im Halbfinale den zweiten Platz hinter dem Achter aus den Vereinigten Staaten. Mit einem Sieg im Hoffnungslauf erreichte der sowjetische Achter das Finale. Im Endlauf siegte der US-Achter mit über fünf Sekunden Vorsprung vor dem Boot aus der Sowjetunion, das seinerseits fast zwei Sekunden Vorsprung auf die drittplatzierten Australier hatte. Die Besatzung des sowjetischen Achters bestand 1952 aus Jewgeni Brago, Wladimir Rodimuschkin, Alexei Komarow, Igor Borissow, Slawa Amiragow, Leonid Gissen, Jewgeni Samsonow, Wladimir Krjukow und Steuermann Igor Poljakow.
In der bis auf den Steuermann gleichen Besetzung siegte der sowjetische Achter auch bei den Europameisterschaften in den Jahren 1953, 1954 und 1955. Komarow gehörte zu den Ruderern, die 1956 nicht mehr dem sowjetischen Achter angehörten.
Nach seiner aktiven Laufbahn war Komarow Rudertrainer und Ruderschiedsrichter. Er arbeitete 45 Jahre als Lehrer und Trainer. Am Ende seiner beruflichen Karriere war er Vorsitzender der Abteilung Rudern an der Russischen Staatsakademie für Körperkultur.